# Huta Szkła Kryształowego „Sudety”
Huta Szkła Kryształowego „Sudety” (HSK „Sudety”) – huta szkła położona w miejscowości Szczytna w powiecie kłodzkim, w województwie dolnośląskim, zajmująca się wytwarzaniem ozdobnych, ręcznie zdobionych wyrobów ze szkła ołowiowego (kryształowego). Początki obecnego zakładu sięgają drugiej połowy XVIII wieku. Główna siedziba mieściła się przy ulicy Leśnej 3.

## Historia
Tradycje przemysłu szklarskiego w Szczytnej sięgają okresu średniowiecza, kiedy to w tym miejscu działały huty leśne. Jednak podstawy dla dzisiejszego zakładu dała zbudowana w 1770 huta w Batorowie. W 1827 majątek Szczytna kupił major Leopold von Hochberg. To on rozbudował zakład i wywarł wpływ na jego dalszy rozwój. Z hutą wiązali swoją pracę interesujący artyści, którzy potrafili nadać swoim wyrobom wyjątkowy charakter. Warto wspomnieć, że cała grupa artystów współpracowała z hutą po 1945. Swoją pracę dyplomową wykonał tutaj w 1959 Zbigniew Horbowy, później projektant szkła. Innym znanym artystą związanym z hutą był Stefan Sadowski, od 1968 projektant, a od 1975 kierownik zakładowego ośrodka wzornictwa.
Pod koniec działalności huta produkowała wyroby kryształowe – dmuchane, prasowane ręcznie i automatycznie o bogatym wzornictwie. Posiadała własną pracownię wzornictwa. Huta została zlikwidowana w 2014, następnie rozebrana.